# 乙酰丙酮镍

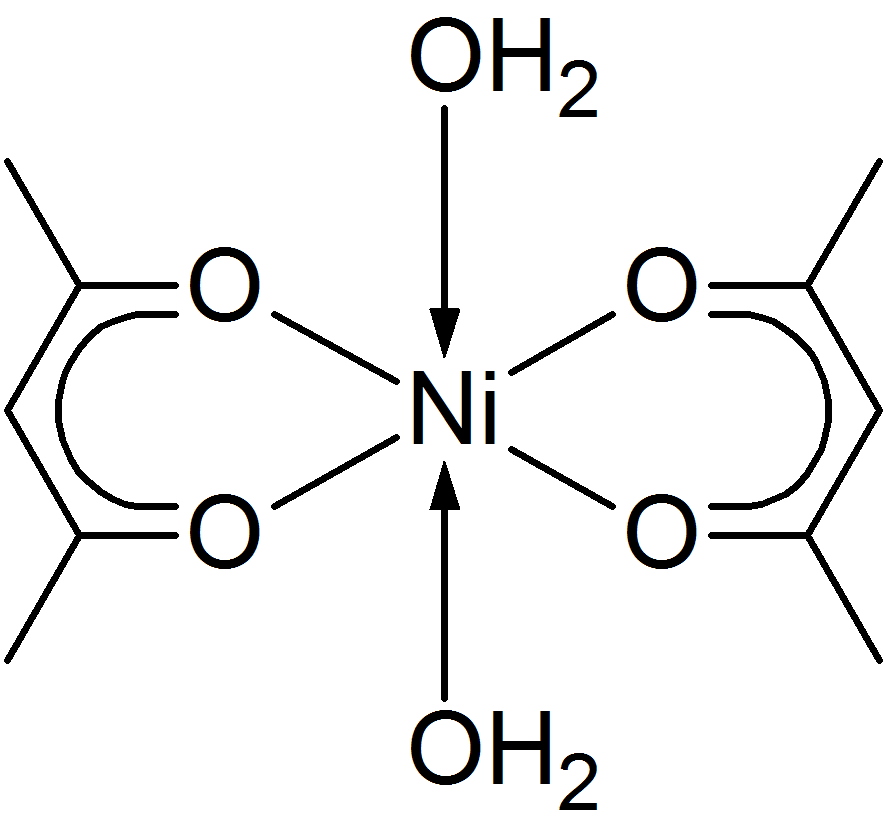
乙酰丙酮镍二水合物的结构

乙酰丙酮镍是一种配位化合物，化学式为[Ni(acac)2]3，其中acac表示乙酰丙酮阴离子C5H7O2−。它是暗绿色的顺磁性固体，可溶于有机溶剂（如甲苯）。它和水反应，生成蓝绿色的二水合物Ni(acac)2(H2O)2。

## 制备
乙酰丙酮镍的二水合物可由硝酸镍和乙酰丙酮在碱的存在下反应得到：
Ni(NO3)2  +  2 CH3COCH2COCH3  +  2 H2O   + 2 NaOH   →    Ni(CH3COCHCOCH3)2(H2O)2  +  2 NaNO3
这个配合物可以通过迪安-斯塔克装置进行共沸蒸馏来脱水：
3 Ni(CH3COCHCOCH3)2(H2O)2   →   [Ni(CH3COCHCOCH3)2]3  +  6 H2O
Ni(acac)2(H2O)2在170–210 °C和0.2~0.4 mmHg的压力下升华，同时生成无水物。